# 永姫
永姫（えいひめ、天正2年（1574年） - 元和9年2月24日（1623年3月24日））は、織田信長の四女。前田利長の正室。院号は玉泉院、法名は玉泉院殿松厳永寿大姉。

## 生涯
1574年（天正2年）、信長の四女として出生する。三女、五女とされる場合もあり、加賀藩の『本藩歴譜』、織田氏系図の『寛永諸家系図伝』では四女、前田家の『加賀藩史料』では四女または五女、『続群書類従』は五女、『系図纂要』では三女となっている。母は不明。
1581年（天正9年）、前田利家の嫡男・利長の正室となった。
1582年（天正10年）、父の信長から京都に招かれ、利長とともに安土から京都を目指していたところ、近江国瀬田の唐橋（大津市）付近で本能寺の変の急報に接した。そのため利長は永姫を前田家の旧領尾張荒子（名古屋市中川区）に送っている。なお、利長は安土に戻ったのち光秀を討とうとしたが、光秀は既に退去していたため本城に引き返した。
永姫は賤ヶ岳の合戦前には荒子から越前府中城に移ったと思われるが、1585年の越中平定により利長が守山城に移ったのを機にそれに従い居城を移した。ただし、義母まつの下で養育されていたとも考えられており、守山城移徙後、守山城にいたのか、まつとともに七尾城にいたのかは不明である。
嗣子を設けることができず、利長の妹の豪の娘、長連龍の娘、兄織田信雄の娘など縁者から養子を迎えた。関ヶ原の戦いの後、利長の弟の利常を養子に迎え、徳川秀忠の次女の珠と結婚したことで安堵したとされる。永姫について『三壺聞書』は夫婦仲が次第に疎遠になり、気鬱の塊となっていたが平静を保っていたとしている。しかし、1601年（慶長6年）8月に利長が豊国神社に参拝した際には同行していたとみられる。
1605年（慶長10年）に利長が隠居して富山城に移ったのに随伴し、さらに1609年（慶長14年）には高岡城に移ったとされる。岩峅寺（立山町）には利長と永姫からの種々の寄進に対する返礼に対して、永姫が送った礼状が多数残っている。
1614年（慶長19年）に利長が死去すると、永姫は剃髪して玉泉院と号した。1617年（元和3年）には利長が崇敬していた新庄村の浄善寺（後の玉泉寺）を金沢の六斗林に移転するよう利常に頼み、その横に天満天神堂（泉野菅原神社）を建立した。
1623年（元和9年）2月24日、金沢城内で死去（享年50歳）。戒名は「玉泉院殿松巌永壽大姉」で、墓所は金沢の野田山の前田家墓所であり最も高い位置に葬られている。
1614年（慶長19年）に永姫の屋敷が造成された金沢城西の丸は、永姫死去後は玉泉院丸と称された。

## 出自
永姫の母親についてはほとんど記録がない。加賀藩『本藩歴譜』では「1618年（元和4年）3月3日に越中守山で没する、母は生駒氏、春誉妙澄大姉」としている。春誉妙澄大姉は当時守山にあった曹洞宗の鶴林寺に埋葬されたとされており、江戸期に鶴林寺が金沢八坂に移った際に位牌や墓を引き継いだとされているが、確認はできていない。
1610年（慶長15年）、永姫は姉・徳姫の母吉乃（久庵桂昌大禅定尼）の菩提追崇を明厳誉傳和尚に懇願し、自己資金で金沢久昌寺（亦葉山久昌寺）を建立した。

## 法要
永姫の厚い信仰を受けた総持寺（高岡市）では厨子と台座の寄進を受けており、2023年（令和5年）2月に永姫没後400年の法要が営まれた。この法要のために永姫の仮位牌が作製されたが、その後に本位牌が新調された。

## 登場作品
- 利家とまつ〜加賀百万石物語〜（2002年 NHK大河ドラマ 演：水橋貴己）